# Calbuco (volcan)
Pour les articles homonymes, voir Calbuco (homonymie).
Le Calbuco est un volcan du Chili s'élevant au sud-est du lac Llanquihue, au nord-est de la ville de Puerto Montt et au nord-est du golfe du Seno de Reloncaví. Composé d'andésite et couvert à son sommet de glaciers, il culmine à 2 015 mètres d'altitude. Alors que sa dernière éruption remontait au 26 août 1972, il est, sans signe avant-coureur, brusquement entré en éruption le 22 avril 2015.

## Toponymie
Le nom calbuco proviendrait de la langue amérindienne mapudungun kallvü ko / kallfü ko qui signifie « eau bleue » ou bien de l'association de kallvü, « bleu », et de koyam, « Nothofagaceae », (une espèce d'arbres de l'hémisphère sud),. Calbuco est le nom d’une commune du Chili de la région des Lacs et de l'archipel situé à 53 km au sud-ouest de Puerto Montt.
Il est appelé également Quellaipe, Nauga et Quellaype.

## Géographie
Le Calbuco, qui fait partie des 90 volcans les plus dangereux du Chili, se situe dans la région des Lacs à la limite des communes de Puerto Varas et de Puerto Montt juste entre les lacs Llanquihue et Chapo et en bordure des localités de Ensenada, Alerce, Colonia Río Sur et Correntoso ainsi que de la liaison entre Puerto Varas et San Carlos de Bariloche. Il culmine à 2 015 mètres d'altitude. Il fait partie de la réserve nationale Llanquihue.

## Histoire
La première ascension a été réalisée en 1859 par Jean Renous (explorateur chilien fils d'un Français et d'une Allemande) qui fut également le premier à accéder au sommet du volcan Osorno en 1848. En 1872, le naturaliste chilien Carlos Julliet réussit la seconde ascension.

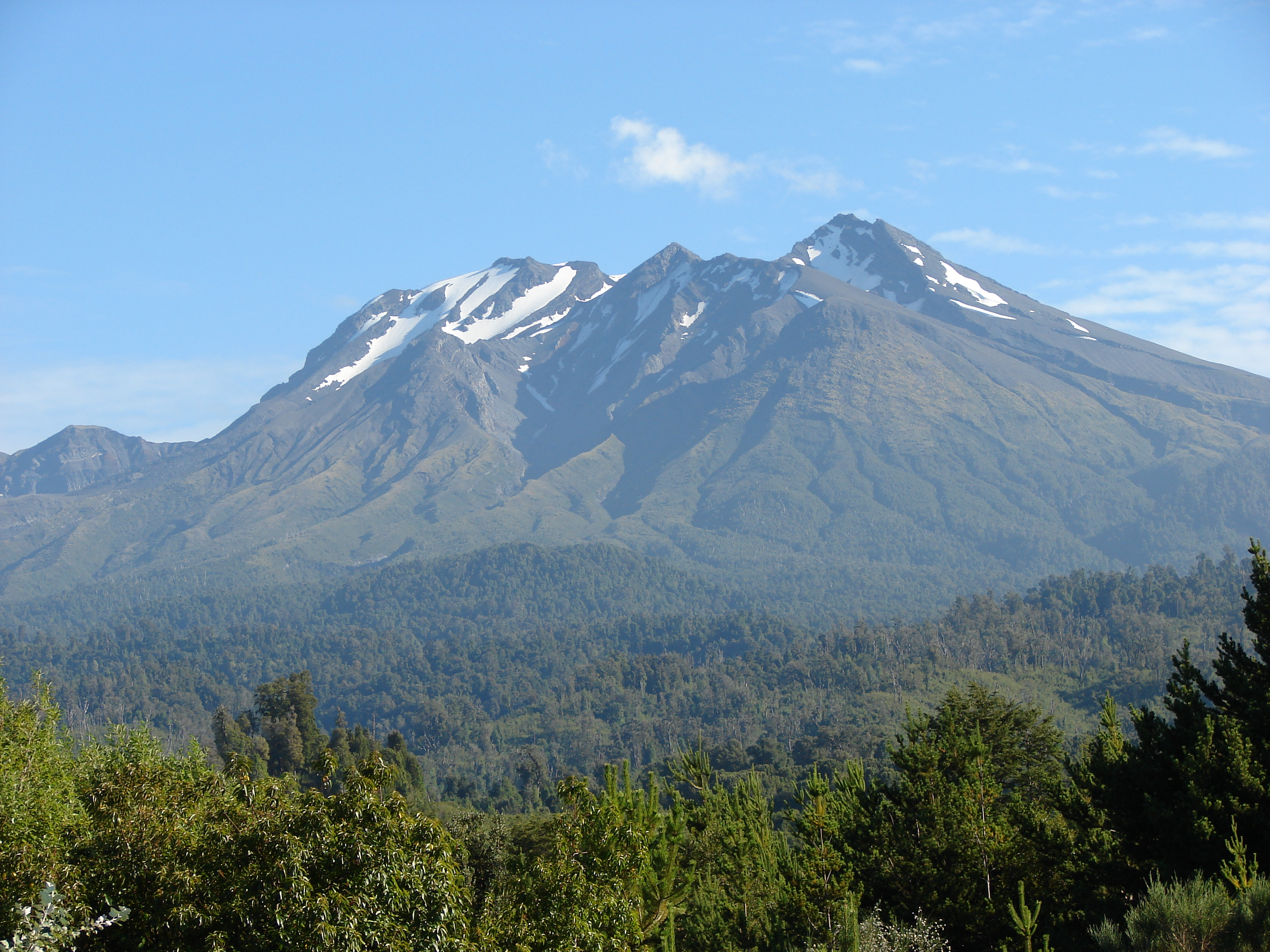
Vue du Calbuco depuis le nord.
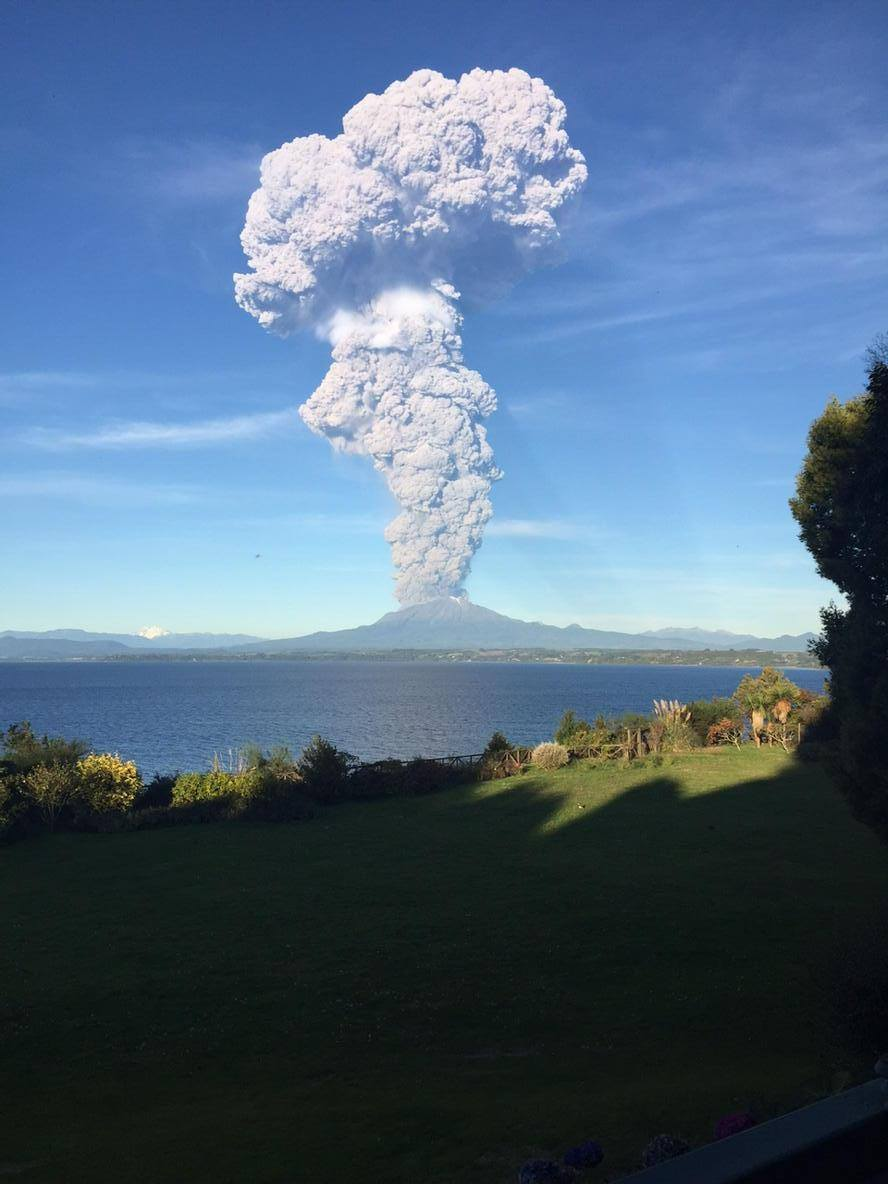
Panache volcanique s'élevant au-dessus du Calbuco le 22 avril 2015 vu depuis le rivage du lac Llanquihue.
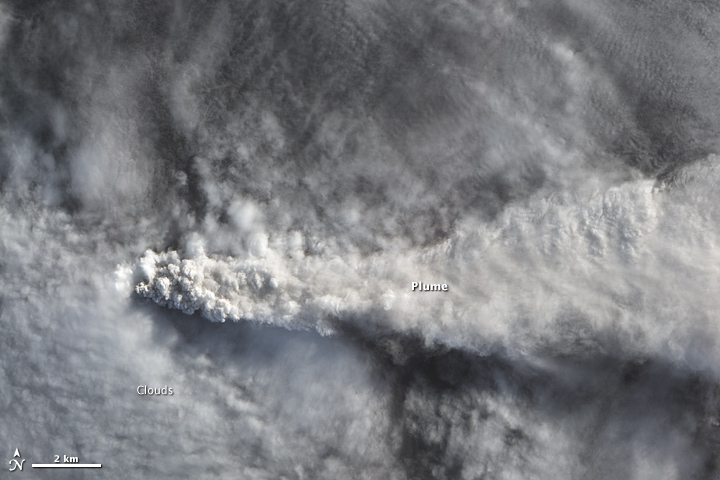
Panache de dioxyde de souffre au-dessus des nuages le 25 avril 2015.